# Кастелфолит де Рюбрегос
 Тази статия е за Кастелфолит де Рюбрегос.  За други селища с това име вижте Кастелфолит.  
Кастелфолит де Рюбрего̀с (или Риубрего̀с – „калната река“) (на каталонски: Castellfollit de Riubregós) е село в долината на река Льобрегос, провинция Барселона, автономна област Каталония, Испания.
Намира се на около 100 км от Барселона и крайбрежието на Балеарско море.
Селото се гуши в подножието на замъка „Св. Стефан“ (Сант Естеве), издигнат през Х в. и почти разрушен през XIX век. Патронните му празници са два – зимен и летен. Зимният се чества на 22 януари, в деня на Св. Викентий Сарагоски (Сант Висенс), а летният – на 16 август, в деня на свети Рох (Сант Рок).